# Placówka Straży Celnej „Silna Nowa”

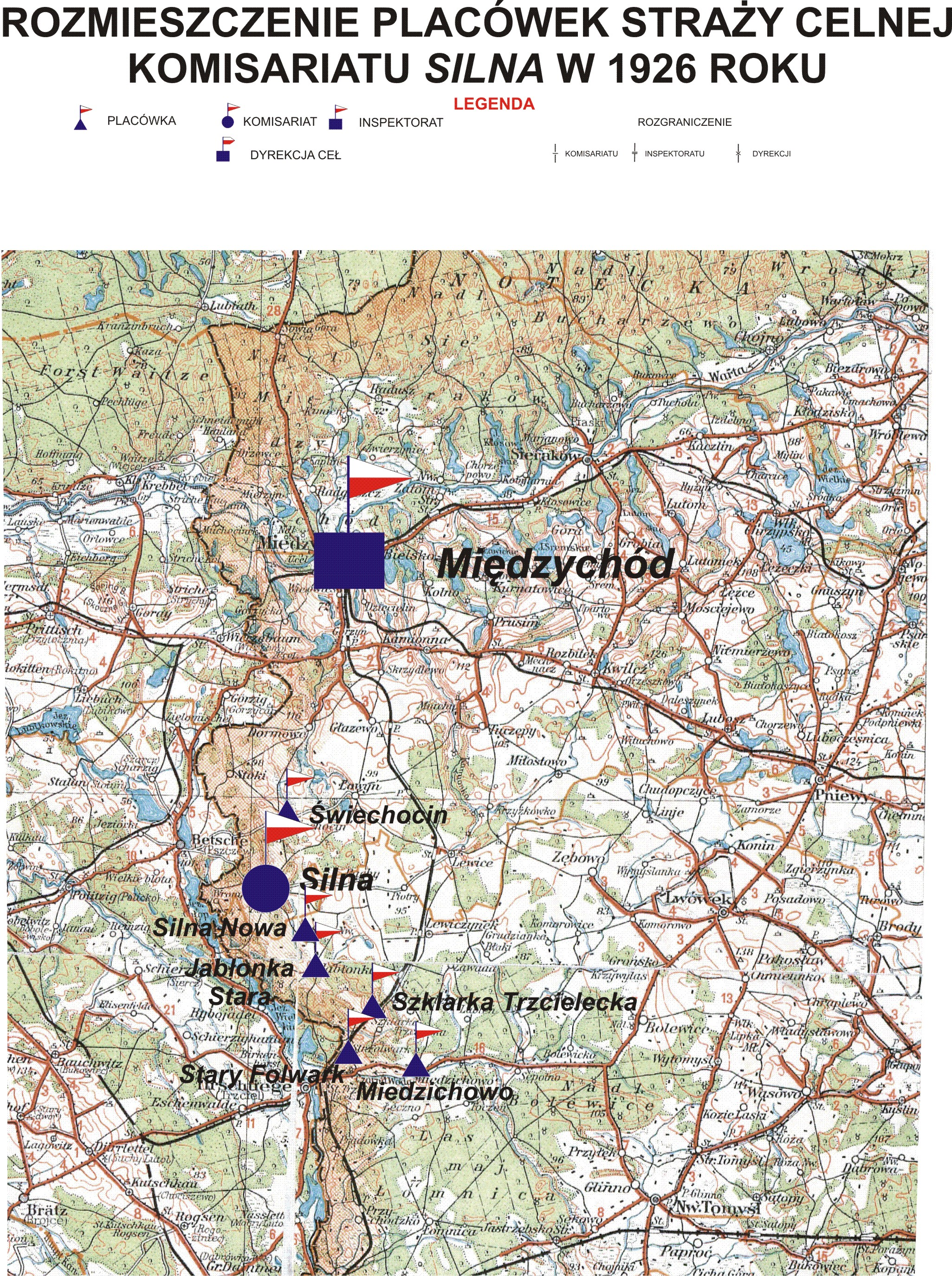
Rozmieszczenie placówek Straży Celnej komisariatu „Silna” w 1926

Placówka Straży Celnej „Silna Nowa” – jednostka organizacyjna Straży Celnej pełniąca w okresie międzywojennym służbę ochronną na granicy polsko-niemieckiej.

## Formowanie i zmiany organizacyjne
Na wniosek Ministerstwa Skarbu, uchwałą z 10 marca 1920 roku, powołano do życia Straż Celną. Od połowy 1921 roku jednostki Straży Celnej rozpoczęły przejmowanie odcinków granicy od pododdziałów Batalionów Celnych. Proces tworzenia Straży Celnej trwał do końca 1922 roku. Placówka Straży Celnej „Silna Nowa” weszła w podporządkowanie komisariatu Straży Celnej „Silna” z Inspektoratu SC „Międzychód”.
W drugiej połowie 1927 roku przystąpiono do gruntownej reorganizacji Straży Celnej. W praktyce skutkowało to rozwiązaniem tej formacji granicznej. Ochronę północnej, zachodniej i południowej granicy państwa przejęła powołana z dniem 2 kwietnia 1928 roku Straż Graniczna.

## Funkcjonariusze placówki
Kierownicy placówki
| stopień    | imię i nazwisko, numer | okres pełnienia służby | kolejne stanowisko |
| ---------- | ---------------------- | ---------------------- | ------------------ |
| przodownik | Stanisław Moik (157)   | był w 1926             |                    |

Obsada personalna placówki w 1926:
- przodownik Stanisław Moik (157)
- strażnik Jan Żytkowiak (219)
- strażnik Kazimierz Stosiek (210)
- strażnik Franciszek Poluch (3033)
- strażnik Franciszek Kaszkowiak (2955)